# La Famille (Miró)
Pour les articles homonymes, voir La Famille.
La Famille est un tableau peint en 1924 par le peintre Joan Miró, conservé au Museum of Modern Art de New York. Il mesure 74,1 × 104 cm. Miro a utilisé la craie noire et rouge sur du papier émeri pour peintre cette toile.

## Expositions
- Joan Miró: Schnecke Frau Blume Stern, Museum Kunstpalast, Düsseldorf, 2002 — n°67.